# Source routing (token ring)
In telecomunicazioni il source routing è un sistema di routing dei frame di livello 2, sviluppato per reti di tipo token ring, ma utilizzabile anche in FDDI che dal primo eredita la struttura della frame.

## Descrizione
Questo sistema consente di realizzare reti magliate di bridge, che nella fattispecie vengono definiti Routing Bridge, e di utilizzare sempre il miglior percorso disponibile, in base al tempo di percorrenza, e di utilizzare la banda di tutti i link attivi.
A differenza del classico transparent bridging dell'ethernet, l'elaboratore che debba instaurare una comunicazione, prima di ogni altra comunicazione, traccia il percorso migliore.
Per fare questo, la stazione trasmittente invia un pacchetto di "discovery" all'indirizzo del destinatario.
Tutti i Routing Bridge che ricevono tale pacchetto, inseriranno la traccia del proprio indice e della rete attraversata in un campo appositamente previsto nell'intestazione del pacchetto stesso e lo inoltreranno verso tutte le interfacce disponibili.
In questo modo, il destinatario riceverà un pacchetto di discovery per ogni percorso possibile, ognuno dei quali contiene la traccia di tutte le reti e dei bridge attraversati. Il ricevente sceglierà il percorso tracciato dal primo pacchetto di discovery ricevuto supponendo che sia passato per il percorso più breve e più scarico.
A questo punto tutti i pacchetti inviati viaggeranno con questo percorso tracciato indicato nell'intestazione del frame in modo da indicare a tutti i Routing Bridge intermedi il corretto instradamento del frame stesso.
Questo sistema può venire usato anche per la ridondanza di host server. In particolar modo, veniva spesso usato in ambito bancario da IBM per ottenere la ridondanza delle control-unit (interfacce LAN) dei propri host SNA. Nel protocollo SNA, l'host viene individuato attraverso il MAC address (e di solito, per semplicità, viene utilizzato lo stesso su tutte le control-unit) per cui è possibile inserire, a patto che siano separate da Routing Bridge, più control-unit distinte con lo stesso MAC address, in modo che i client utilizzino sempre la control-unit più disponibile e ottenere così in maniera semplice una ottima ridondanza e un ottimo bilanciamento di carico.